# Syndemis musculana
Syndemis musculana là một loài bướm đêm thuộc họ họ Tortricidae. Nó được tìm thấy ở châu Âu.
Sải cánh dài 15–22 mm. Con trưởng thành bay từ tháng 4 đến tháng 7 ở temperate parts of their range, such as Bỉ và Hà Lan.
Sâu bướm ăn các loài sồi (Quercus), birches (Betula), spruces (Picea), ragworts (Senecio) và Rubus (brambles và allies). Less usually, they have been recorded to eat plant refuse và dry leaves.

## Synonyms
Obsolete danh pháp khoa họcs of this species are:
- Cacoecia musculana (Hübner, 1799)[1]
- Syndemis musculana nipponensis Yasuda, 1975
- Tortrix musculana Hübner, 1799
- Tortrix musculinana (lapsus)
- Tortrix obsoletana Strand, 1901

## Hình ảnh

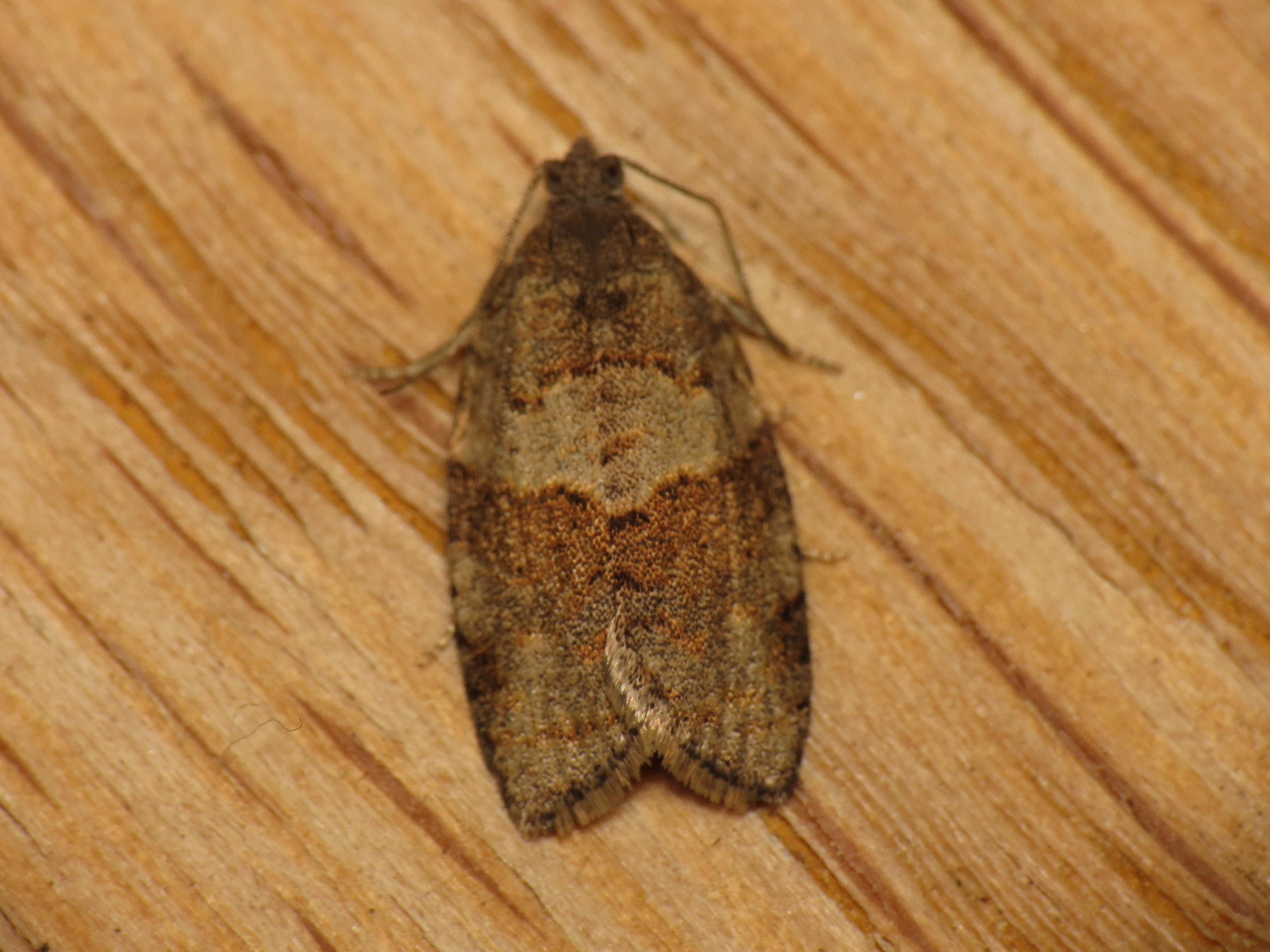
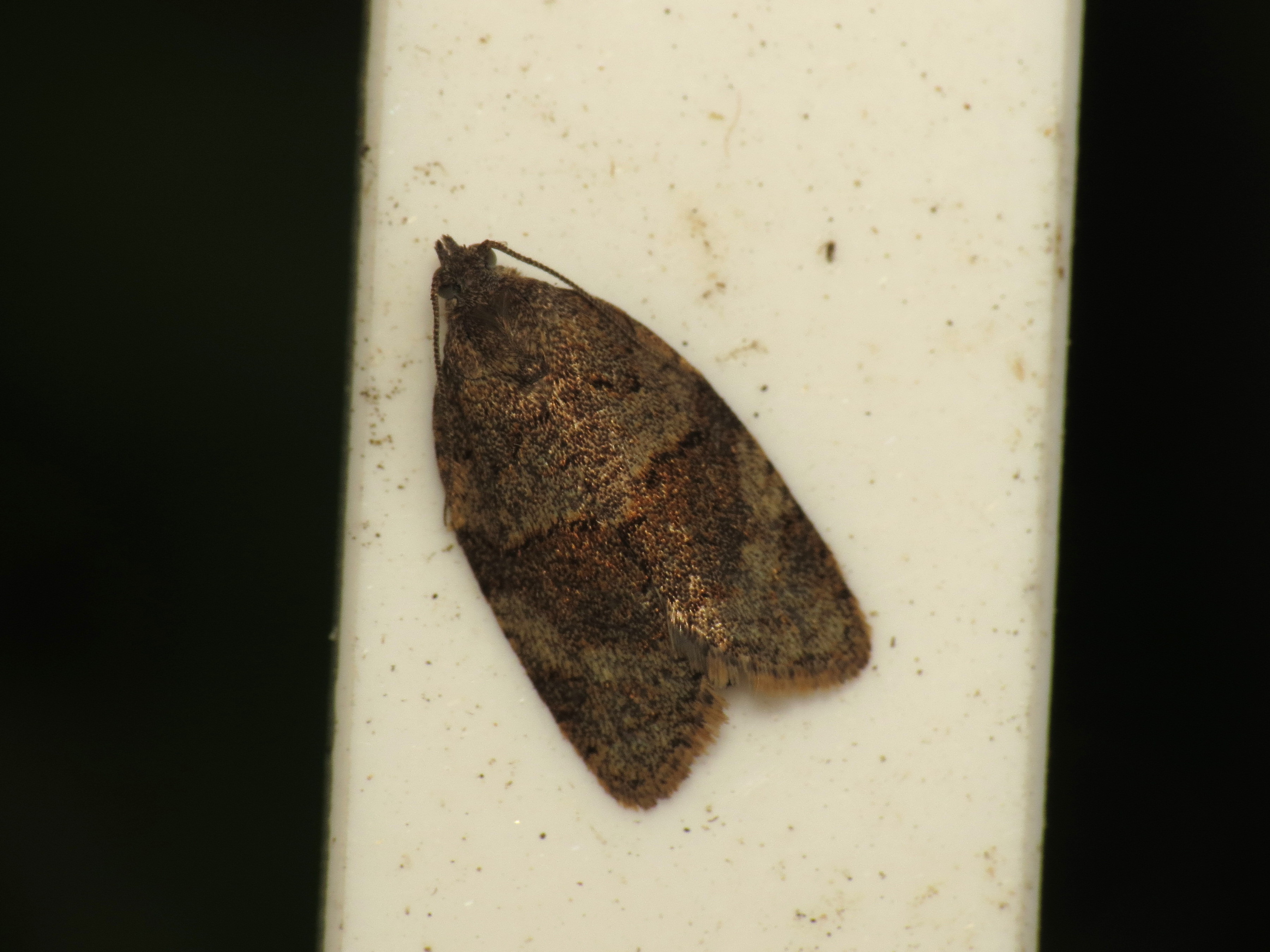
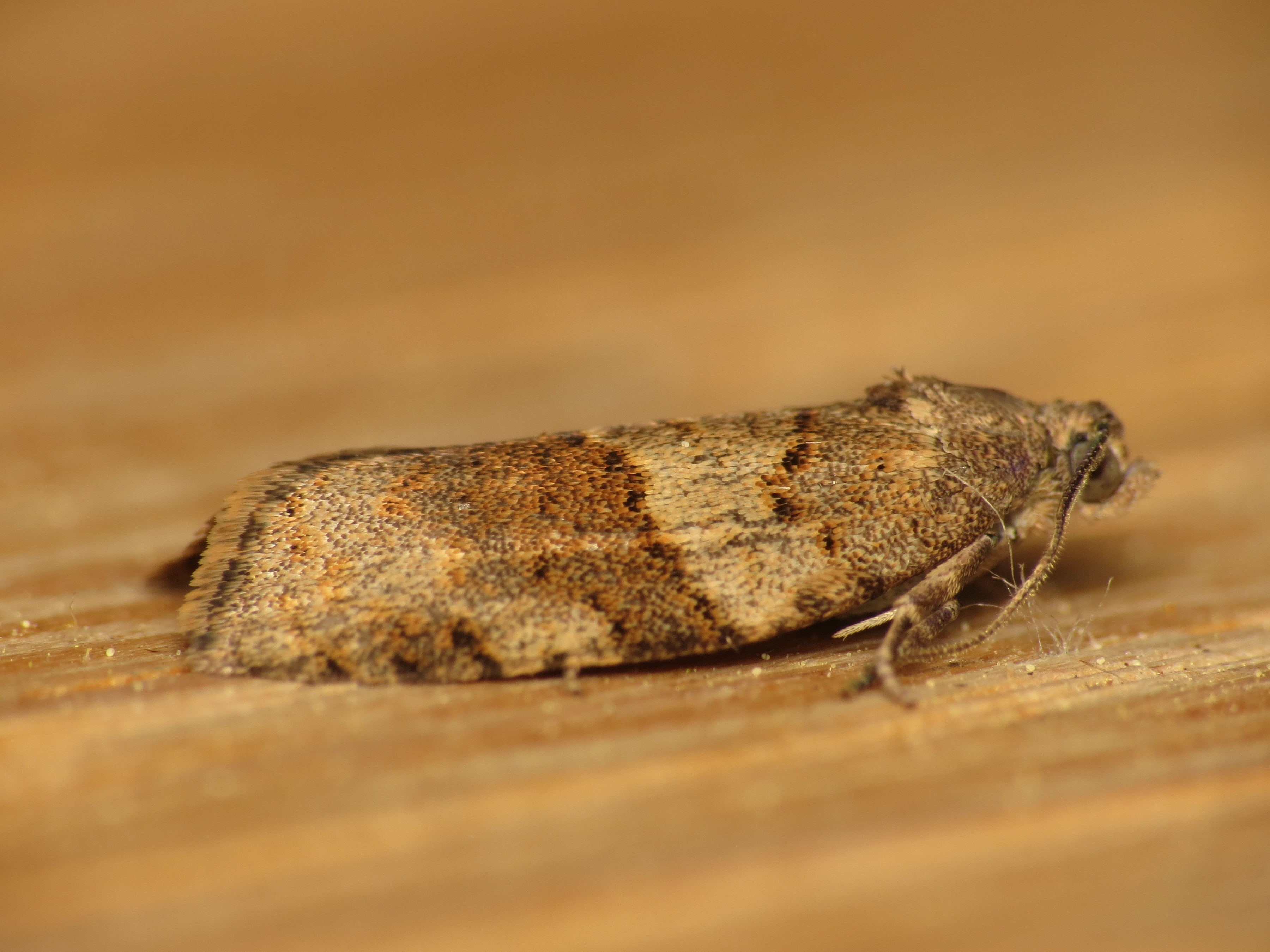
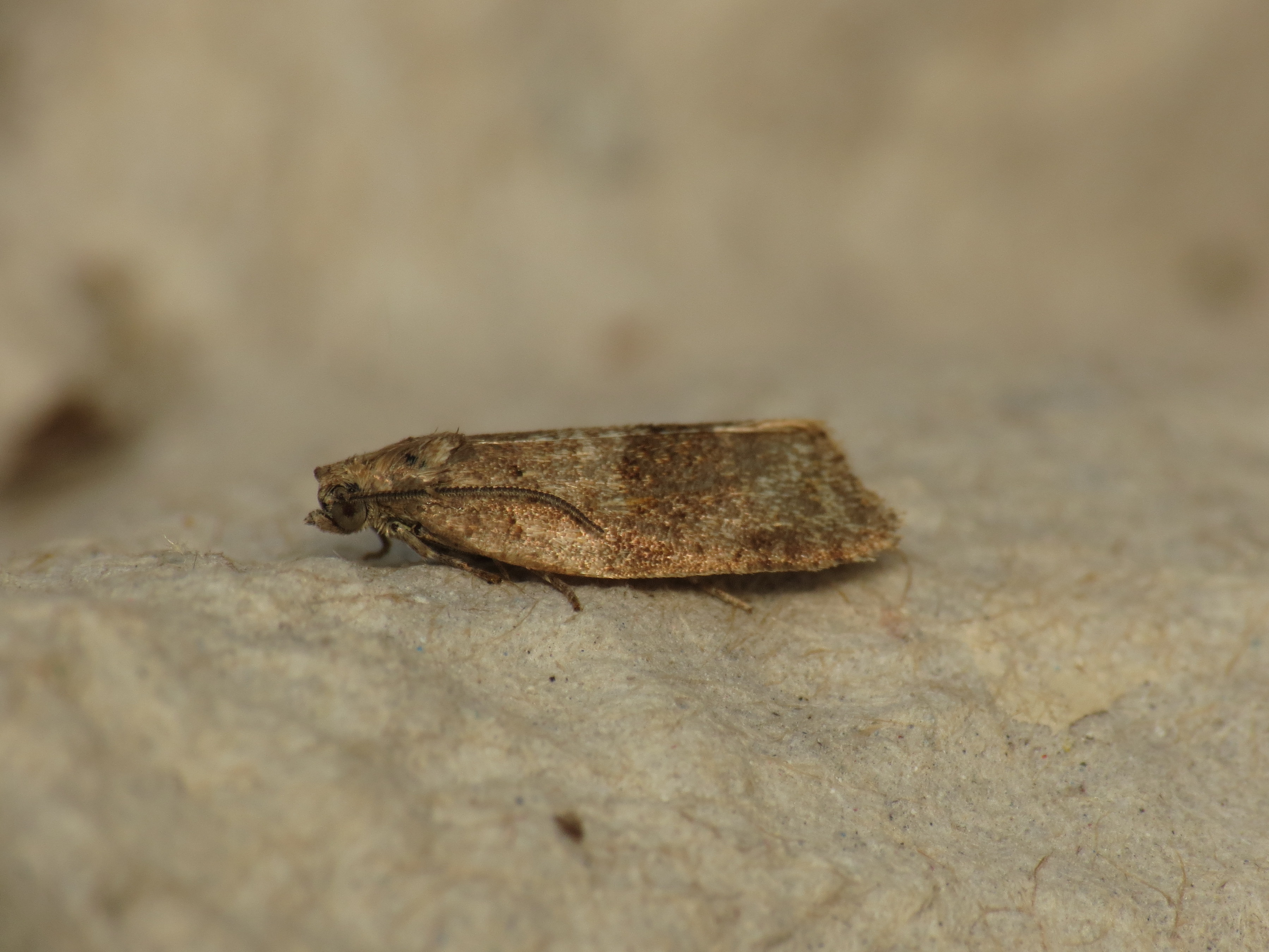